# Индинок, Иван Иванович
Ива́н Ива́нович Индино́к (6 августа 1938, Красноярский край — 14 июня 2025, Новосибирск) — советский и российский политический и общественный деятель. Глава администрации Новосибирска (1991—1993), глава администрации Новосибирской области (1993—1995).

## Биография
Родился 6 августа 1938 года в деревне Козловка Ачинского района Красноярского края. Был девятым ребенком в семье.
В 1962 году окончил Томский политехнический институт.
По окончании института занимал различные инженерные должности на предприятиях ВПК Новосибирска с 1962 года. С 1972 по 1981 год — старший инженер, начальник лаборатории, секретарь парткома НПО «Восток».

### Политическая и общественная деятельность
В 1981—1988 годах — второй, затем первый секретарь Заельцовского райкома КПСС, второй секретарь Новосибирского горкома партии.
В 1988 году был избран председателем исполкома Новосибирского городского Совета. В апреле 1990 года на этом посту его сменил Олег Семченко.
В 1988—1990 годах возглавлял Ассоциацию сибирских и дальневосточных городов.
В декабре 1991 года был назначен главой администрации Новосибирска.
В октябре 1993 года после силового разгона Съезда народных депутатов и Верховного Совета России был назначен главой администрации Новосибирской области вместо снятого за поддержку народных депутатов Виталия Мухи.
В декабре 1993 года был избран в Совет Федерации первого созыва, был членом Комитета по делам Федерации, Федеративному договору и региональной политике.
На первых выборах губернатора Новосибирской области в декабре 1995 года в первом туре занял первое место (22,81 % голосов), однако во втором туре проиграл бывшему главе региона Виталию Мухе.
С 1997 года — член Политсовета ВОПД «Наш дом — Россия», в том же году стал инициатором создания межрегиональной общественной организации «Сибирская партия» и являлся председателем её Высшего совета до марта 1998 года.
Являлся президентом гуманитарно-просветительского клуба «Зажги свечу» (Новосибирск), председателем общественного совета ГУ МВД России по Сибирскому федеральному округу.
Скончался 14 июня 2025 года на 87-м году жизни. Похоронен на Заельцовском кладбище.

## Личная жизнь
Супруга — Тамара Петровна Индинок (1940—2019), юрист. Окончила вечернее отделение Свердловского юридического института по специальности «правоведение». Окончив школу, в 1958 году переехала в Новосибирск и стала работать испытателем электрических приборов на оборонном заводе. В декабре 1965 года была утверждена в должности народного судьи в Заельцовском районном суде. В июле 1968 года была избрана членом Новосибирского областного суда, а с 1984 года — стала заместителем председателя областного суда, возглавляла судебную коллегию по уголовным делам. В декабре 2006 года вышла в отставку. Заслуженный юрист Российской Федерации (1996). Кавалер ордена Почёта (2004).
Имел сына.

## Награды
- Орден Трудового Красного Знамени.
- Орден Трудового Красного Знамени (10 марта 1981).
- Орден Почёта (13 октября 1998) — за заслуги перед государством, многолетний добросовестный труд, большой вклад в укрепление дружбы и сотрудничества между народами[10].
- Памятный знак «За труд на благо города» (Новосибирск, 2013)[11].
- Почётный житель Новосибирска (2003) — за большой личный вклад в становление и развитие местного самоуправления, за гуманитарную, просветительскую и благотворительную деятельность[12][13].